# Constantin Alexandru Rosetti

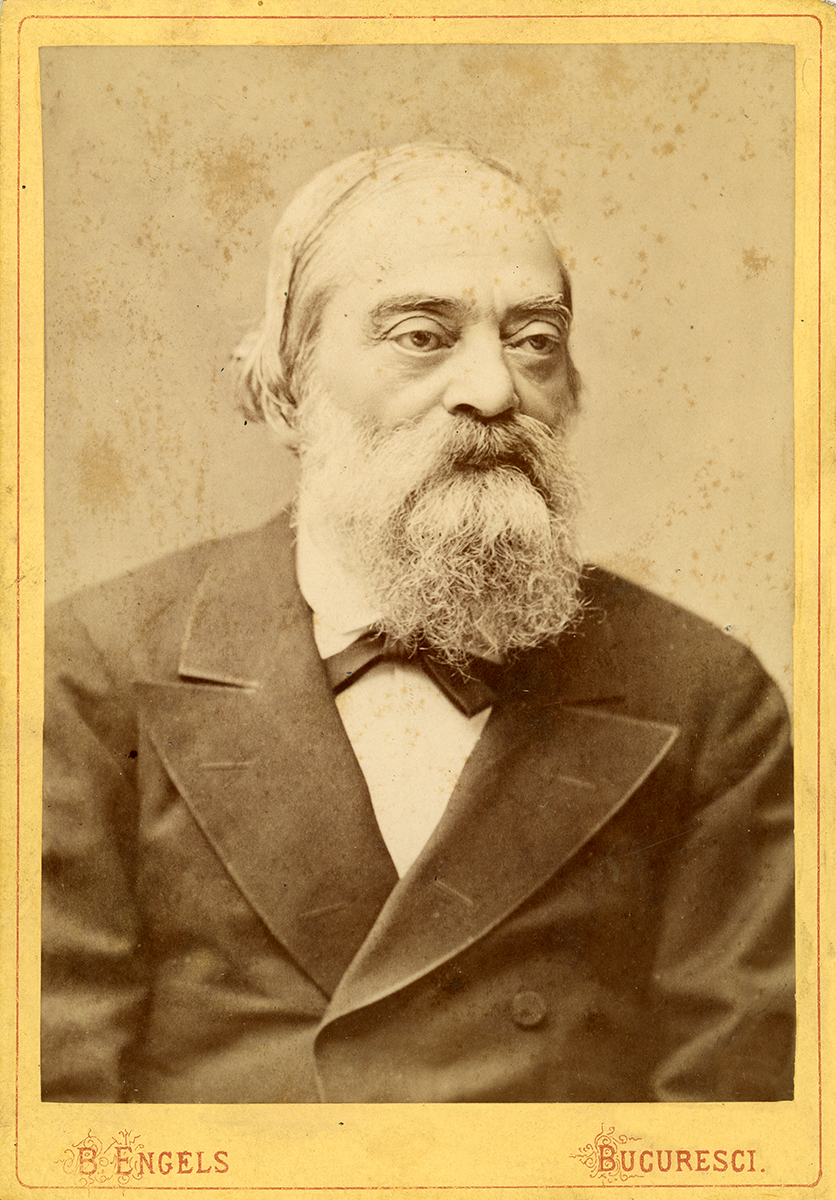
Retrato fotográfico de Constantin A. Rosetti

Constantin Alexandru Rosetti (Bucarest, 2 de junio de 1816-Bucarest, 8 de abril de 1885) fue un escritor y líder político rumano 

## Biografía
Nació en Bucarest en 1816 en el seno de una familia de fanariotas griegos con origen italiano. En 1845, Rosetti fue a París, donde conoció a Alphonse de Lamartine, el líder de la Sociedad de Estudiantes Rumanos. En 1847, se casó con Mary Grant, la hermana del cónsul inglés en Bucarest. 

Rosetti participó en la revolución de Valaquia de 1848. Estuvo entre los primeros arrestados por el príncipe Gheorghe Bibescu, quien le acusó de conspirar contra él. Tras la llegada al poderde un gobierno provisional el 11 de junio de 1848, obtuvo el cargo de jefe de la policía valaca. Fue también el editor del periódico Rruncul Român. Sirvió con Nicolae Bălcescu, Alexandru G. Golescu y Ion C. Brătianu como secretario del Gobierno provisional hasta finales de junio. En agosto fue nombrado ministro del Interior.

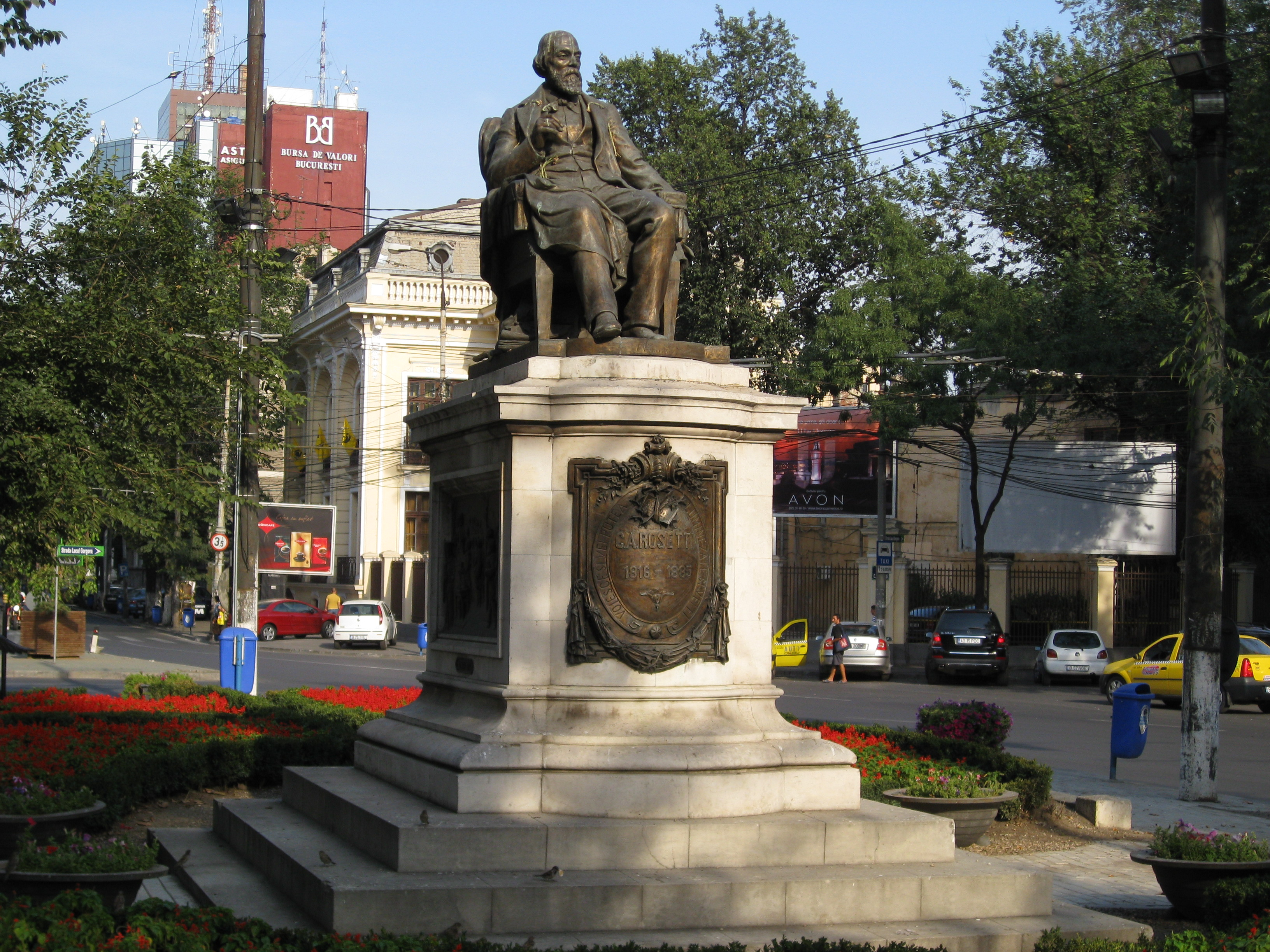
Escultura de Rosetti en el centro de la Piaţa Rosetti

Tras el sangriento final de la revolución el 13 de septiembre de 1848, Rosetti fue arrestado junto a otros líderes de la revolución. La intervención de su esposa fue crucial en su liberación. Rosetti, junto a los hermanos Brătianu y otros, se exilió en Francia. Estando allí publicó una revista defensora de la creación de un estado conjunto de Moldavia y Valaquia.
En 1861 volvió a Rumanía, donde fue elegido diputado, tras lo que llegó a ministro de Instrucción Pública en 1866. Entre los días 15 y 16 de julio fue temporalmente primer ministro de Rumanía.
Apoyó la deposición de Alexandru Ioan Cuza en 1866. Lideró la Cámara de los Diputados en 1877 y fue ministro de Interior entre 1881 y 1882. Falleció en Bucarest en abril de 1885.